# Sumter County, Georgia
Sumter County är ett administrativt område i delstaten Georgia, USA, med 32 819 invånare (2010). Den administrativa huvudorten (county seat) är Americus. 

## Geografi
Enligt United States Census Bureau har countyt en total area på 1 276 km². 1 257 km² av den arean är land och 19 km²  är vatten.

### Angränsande countyn
- Macon County - nordöst
- Dooly County - öst
- Crisp County - i sydost
- Lee County - syd
- Terrell County - sydväst
- Webster County - väst
- Marion County - nordväst
- Schley County - nord-nordväst

### Städer och samhällen
- Americus
- Andersonville
- Cobb
- De Soto
- Leslie
- Plains